# TF1
TF1 je privatni francuski TV kanal pod upravom TF1 Groupe, čiji veliki udio ima Bouygues. TF1 ima prosječan tržišni udio od 25-35% i jedna je od najpopularnijih francuskih mreža.
TF1 je najveći europski televizijski kanal po svojoj publici. Izvorno se zvao Télévision Française 1. Od privatizacije 1987. koristi se samo kratica TF1, kako bi se izbjegla zabuna s francuskom državnom televizijom.